# Opsanus brasiliensis
Opsanus brasiliensis is een straalvinnige vissensoort uit de familie van kikvorsvissen (Batrachoididae). De wetenschappelijke naam van de soort is voor het eerst geldig gepubliceerd in 2005 door Rotundo, Spinelli & Zavala-Camin.